# Usgentia quadridentale
Usgentia quadridentale är en fjärilsart som beskrevs av Hans Zerny 1914. Usgentia quadridentale ingår i släktet Usgentia och familjen Crambidae. Inga underarter finns listade i Catalogue of Life.